# Ореховатская улица
Орехова́тская у́лица (укр. Оріхуватська вулиця; до 2022 года — улица Бурмистенко, укр. вулиця Бурмистенка) — улица в Голосеевском районе города Киева, в исторической местности Голосеев. Пролегает от Голосеевского проспекта до улицы Васильковской.
Примыкает улица Юлии Здановской (Ломоносова).

## История
Электротехнический переулок известен с 1910-х годов. 
В связи с реконструкцией микрорайона Голосеев — перепланированием улиц в Московском районе — существовавшая улица Бурмистенко (ныне переулок Бурмистенко, от Демиевской улицы до Казацкой улицы), названная в честь советского политического деятеля Михаила Алексеевича Бурмистенко, значительно сократилась и насчитывала лишь несколько домов. Согласно решению исполкома Киевского городского Совета депутатов трудящихся № 1479 «Про переименование и упорядочивание наименований улиц г. Киева» («Про найменування та впорядкування найменувань вулиць м. Києва») от 6 сентября 1982 года, она была преобразована в переулок Бурмистенко, а улицей Бурмистенко стал бывший Электротехнический переулок (от проспекта 40-летия Октября до Васильковской улицы), согласно решению исполкома Киевского горсовета № 846 «Про наименование улицы Бурмистенко» («Про найменування вулиці Бурмистенка») от 8 июня 1982 года. 
В процессе дерусификации городских объектов, 27 октября 2022 года улица получила современное название — в честь реки Ореховатка.

## Застройка
Улица пролегает в северо-западном направлении параллельно улице Володи Дубинина. Чётная и нечётная стороны улицы заняты многоэтажной жилой застройкой (5-9-10-этажные дома) и учреждениями обслуживания.
Учреждения:
1. дом № 5 — детсад № 328
2. дом № 11 — архивное отделение Голосеевской районной государственной администрации